# 青義軍
青義軍（せいぎぐん）は、新日本プロレスのユニットである。

## 概要
2009年9月、永田裕志がヒール軍団に反し「青き正義（BlueJustice）」の名を元に結成、井上亘と平澤光秀も自分達に活を入れるべく結束、参謀としてスーパー・ストロング・マシンも加わった。
ベビーフェイスのユニットの為、新日本本隊とは分け隔てなく共闘している。
2010年にキング・ファレも井上らと同様の心境で加入。また、同年8月以降、CHAOSの飯塚高史に幾度となく襲撃を受けたアナウンサーの野上慎平が「野上"ジャスティス"慎平」という名前で研修生として加入。同じく飯塚と因縁がある天山広吉が2011年2月から同年12月にかけてサポートメンバーとして共闘していた。
永田と親交がある、K-1ファイターの佐藤嘉洋も、触発されK-1 MAX 青義軍を同時期に結成しており、2011年3月19日には、プロレス（青義軍）のセコンドに初めて付いた。
2011年6月18日にプエルトリコ遠征から帰国した「平澤光秀」改め「ヒデオ・サイトー」が試合に勝利した直後の永田を襲撃し、青義軍の対抗勢力となっているCHAOSに転身。同年9月にかけて永田とヒデオの因縁闘争へと発展した。その後、ヒデオは12月にCHAOSを追放され「キャプテン・ニュージャパン」として本隊選手となったため、抗争は終局。
一方、井上は同年8月のG1 CLIMAXをきっかけに鈴木みのるとの抗争を展開する。
2012年1月の東京ドームで、全日本プロレスの船木誠勝率いる「STACK OF ARMS」と激突し、永田が船木を長期欠場に追い込んだ事で他団体抗争へと発展。時同じくして、新日本のリングでは鈴木みのる率いる侵略軍団「鈴木軍」との抗争にも本格介入する事となった。
2013年4月16日、井上の長期離脱によって常時参戦しているメンバーが永田のみとなり、東京スポーツのインタビューで青義軍の解散を発表したが2013年6月23日のノアの大会のインタビューでまだ2人いると発言。
マイバッハ谷口の人格を元に戻すと表明した。
2013年後期から永田は桜庭和志とタッグを組むことが多くなっているが、入場時には青義軍Tシャツを着ていることから存続はしている模様。
2014年4月2日に行われた井上亘引退記念大会では永田、マシン、キャプテンが青義軍タッグを組み、井上は「試合ができる状態なら引退しない」ということでセコンドについた。試合では相手の鈴木軍（鈴木、TAKAみちのく、タイチ）による井上への攻撃が繰り返された。試合後には井上がタイチにニーリフトを放った。また、引退セレモニーでは青義軍としてキャプテン、マシン、永田、野上が花束を贈呈した。
2018年6月、長らく試合出場の無かったスーパー・ストロング・マシンが正式に引退を表明。これにより青義軍は永田のソロユニットとなった。

## メンバー
- 永田裕志（結成 - ）リーダー

## サポートメンバー
- 中西学
- 秋山準
- 野上慎平（テレビ朝日アナウンサー）

## 元メンバー
- 平澤光秀（前BONE SOLDIER）（結成 - 2011年6月18日 脱退）（2017年2月現在は事実上休業）
- キング・ファレ（現：バッドラック・ファレ）（2010年9月10日 - 2012年4月4日 脱退）（BULLET CLUB 2013年5月3日は結成に加入）
- 曙（2010年1月4日 - 2013年4月8日 脱退）
- 井上亘（結成 - 2014年4月 引退）
- スーパー・ストロング・マシン（結成 - 2018年6月 引退）参謀及びセコンド

## 戦績
新日本プロレス
- 第11代NEVER無差別級王座 - 永田裕志
- 第56代IWGPタッグ王座 - 永田裕志&井上亘
- NEW JAPAN CUP（2011年）優勝 - 永田裕志
- G1 TAG LEAGUE（2010年）優勝 - 永田裕志&井上亘

全日本プロレス
- 第69代三冠ヘビー級王座 - 永田裕志
- 第104代アジアタッグ王座 - 永田裕志&秋山準
- チャンピオン・カーニバル（2011年） 優勝 - 永田裕志

プロレスリング・ノア
- 第21代GHCヘビー級王座 - 永田裕志
- グローバル・リーグ戦（2013年）優勝 - 永田裕志

プロレス大賞
- 敢闘賞（2011年）受賞 - 永田裕志